# Ridderorden in Mantsjoerije
Mantsjoerije of het "Keizerrijk Mantsjoekwo" was een Japanse satellietstaat in noordoost China. De regering was door de Japanse regering in naam opgedragen aan Z.M. Aisin-Gioro Pu Yi, de "laatste keizer" van China. Ook hij stelde, eerst als president en later als keizer, ridderorden en andere onderscheidingen in.

In 1945 werd Mantsjoerije door het Russische leger bezet. De staat werd opgeheven en daarmee verdwenen ook de Mantsjoerische ridderorden.
Pauwenveren
Een hoge onderscheiding van de Chinese Keizers was de pauwenveer, de "K'ung Ch'ueh Ling" die op de hoed mocht worden gedragen. Deze pauwenveren werden in de Verboden Stad in Peking in drie versies, driedubbel, dubbel en enkel, verleend. Het ging eerder om een privilege dan een ridderorde in de Europese zin van het woord. Een vergelijkbaar privilege was het jaloers bewaakte recht om een Justaucorps, een geborduurd vest, te dragen aan het hof in Versailles.
De pauwenveer werd ook aan buitenlanders toegekend. De Schotse huisleraar van de laatste Chinese Keizer uit het Huis der Chin werd in Chinees kostuum met een pauwenveer op de hoed gefotografeerd.
- 1. San Hen Hua Ling (De Driedubbele Pauwenveer) was een onderscheiding voor de Keizerlijke Prinsen van de eerste zes rangen en belangrijke militairen en ambtenaren.
- 2. Shuang Yen Hua Ling (De Dubbele Pauwenveer) was een onderscheiding voor verdienste
- 3. Tan Yen Hua Ling (De Pauwenveer met het Ene Oog) was een onderscheiding voor verdienste maar men kon het voorrecht om deze pauwenveer te mogen dragen ook kopen.

Verwant aan de exclusieve pauwenveer was de Lan Ling of Blauwe Pluim.
De Blauwe Pluim werd toegekend aan verdienstelijke militairen in de Keizerlijke Garde en ambtenaren beneden de zesde rang in de streng georganiseerde ambtelijke hiërarchie van de Chinese staat.
Ridderorden van Mantsjoerije
- Orde van de Bloesem van de Orchidee
- Orde van de Illustere Draak (Mantsjoerije)
- Orde van de Gelukbrengende Wolken
- Orde van de Pijlers van de Staat